# Obervorschütz
Obervorschütz ist der südlichste und mit etwa 1400 Einwohnern nach der Kernstadt der größte Stadtteil der Kleinstadt Gudensberg im nordhessischen Schwalm-Eder-Kreis.

## Geographie

### Geographische Lage
Das Haufendorf liegt im historischen Chattengau rund 2 km südsüdwestlich der Kernstadt. Es befindet sich direkt nördlich des westlichen Eder-Zuflusses Ems. Die Nachbarorte, im Uhrzeigersinn beginnend im Nordnordosten, sind Gudensberg, Maden (zu Gudensberg), Niedervorschütz (zu Felsberg), Cappel, Obermöllrich, Werkel (alle drei zu Fritzlar) und Dorla (zu Gudensberg).
Unweit nordwestlich führt die Bundesautobahn 49 vorbei, zu deren Anschlussstelle Gudensberg etwa 4 km, anfangs auf der nach Gudensberg führenden Kreisstraße 10, zurückzulegen sind.

### Topographie, Geologie und Gewässer
Zu den Basaltkuppen der Umgebung gehören im Nordwesten der „Nacken“, der als geologische Besonderheit einen sonst sehr seltenen waagerechten Basaltsäulenverlauf aufweist, sowie die Kuppe des Judenfriedhofs im Westen. Der fruchtbare tiefbraune Lößboden, der sich an den vom Wind abgewandten Seiten angesammelt hat, liegt auf einer Tonschicht, und wegen der Fruchtbarkeit des Bodens wird die Gegend zwischen Gudensberg und Fritzlar volkstümlich „Hessenlandes Krone“ genannt („Dorla, Werkel, Lohne – Hessenlandes Krone“). Die Tonschicht ist mit Gipskristallen und geringen Mengen Eisenerz (Bohnerz) durchsetzt; erst 1866 wurde der jahrhundertealte Abbau des Bohnerzes endgültig eingestellt.
Der „Flutgraben“, der westlich des Dorfes in die Ems mündet, ist sehr wasserreich und wurde früher zur Trinkwassergewinnung genutzt. In seinem Quellgebiet befindet sich eine (heute ungenutzte) Wassergewinnungsanlage. Die „Waals Quelle“ liegt westlich des Dorfes. Im ehemaligen Pfarrgarten südlich des Orts liegt ein kleiner Weiher, der „Paars Dich“ (Pfarrersteich), in einem Waldstück. Noch heute erinnern Straßennamen an diesen Wasserreichtum, der vermutlich auch ausschlaggebend für die frühe Besiedlung war. Der Straßenname „Hohe Litt“ wird hergeleitet aus dem Verb „leiten“ im Sinne von Wasser umleiten. Nordnordöstlich entspringt der Bach vom Henkelborn, der ostsüdöstlich des Dorfs in den Goldbach mündet.

## Geschichte

### Vorgeschichte

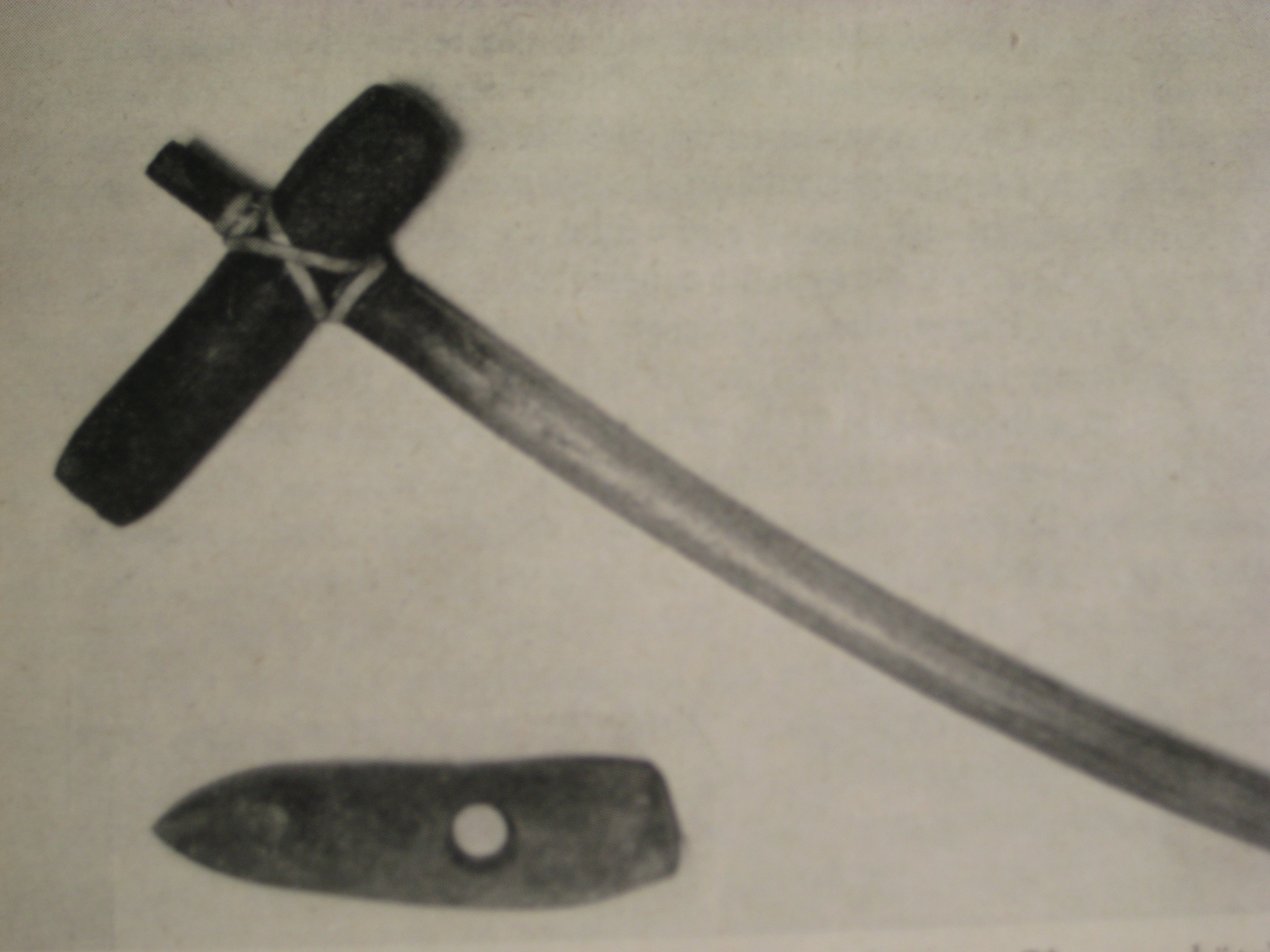
Steinbeil aus Obervorschütz

Auf eine frühzeitliche Besiedlung um 3000 v. Chr. deutet der Fund eines prähistorischen Steinkeils. Aus der Bronzezeit im 2. Jahrtausend v. Chr. stammen mehrere Hügelgräber im nahen Waldgebiet „Oberstes Holz“. Scherbenfunde aus der Eisenzeit belegen eine weitere Besiedlung der Gegend. Auf einem Acker am Breitenbornsweg findet man ebenfalls auffällige Siedlungsspuren.
Im ersten Jahrhundert n. Chr. wurde die Gegend gleichmäßig besiedelt. Um diese Zeit ist die Entstehung der Orte des Emstales anzusetzen. Wilhelm Arnold zählt Besse, Dissen, Dorla, Harle, Maden, Metze und Obervorschütz zu den ältesten Dörfern Hessens und hält ihre Entstehung bereits in der ersten Siedlungsperiode von 400 v. Chr. bis 400 n. Chr. für möglich. Nero Claudius Germanicus hat die Region mit seinen römischen Legionen um 14 n. Chr. bis 16 n. Chr. durchzogen, da das von ihm zerstörte Mattium, wie Tacitus in seiner Germania literarisch beschreibt, wohl in der Nähe von Maden oder Metze gelegen hat. Auf jeden Fall ist Obervorschütz vor der letzten Siedlungsperiode vor dem 8. Jahrhundert n. Chr. gegründet worden. Zur Zeit der Römer durchquerte die „Sälzerstraße“ das nahe „Oberste Holz“ entlang des Nordufers der Eder. Aus merowingischer Zeit wurde ein aus dem 5. Jahrhundert stammendes bronzenes und gold-überlegtes Wehrgehängefragment, der Löwenbeschlag von Obervorschütz, gefunden.
Im 8. Jahrhundert wurde die Region nach dem Fällen der Donareiche 723 bei Geismar durch Bonifatius christianisiert. Die aktuelle Forschung geht davon aus, dass spätestens im 8. Jahrhundert eine ständige Siedlung in der Emsaue angelegt wurde. Wahrscheinlich hatte Obervorschütz schon früh eine eigene Kirche; sie soll dem Heiligen Martin, dem Schutzheiligen der Franken, geweiht gewesen sein. Westlich von Obervorschütz liegt die frühzeitliche Wüstung „Oberdorf“.

### Dorfgeschichte

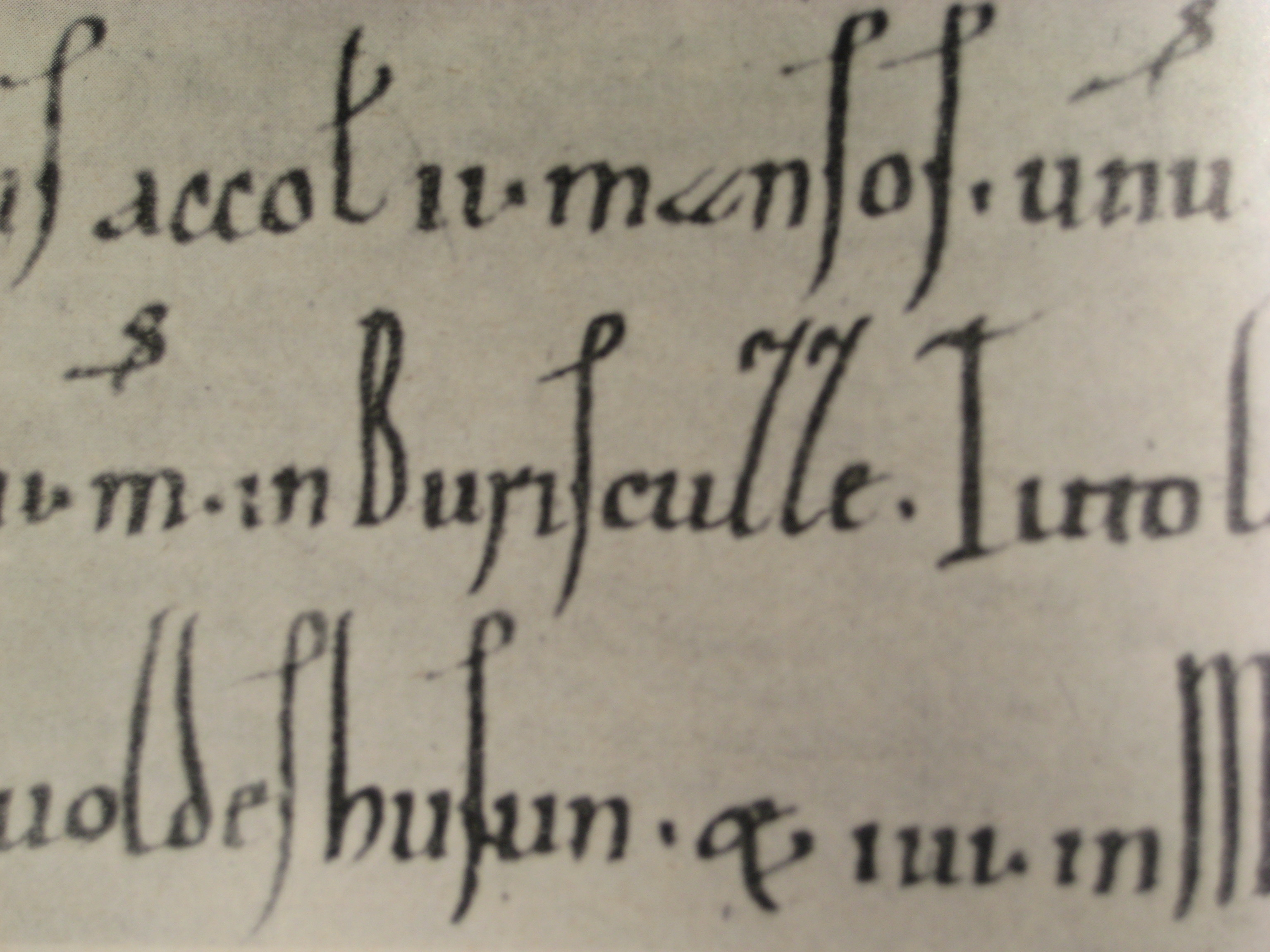
Erste urkundliche Erwähnung von Vorschütz

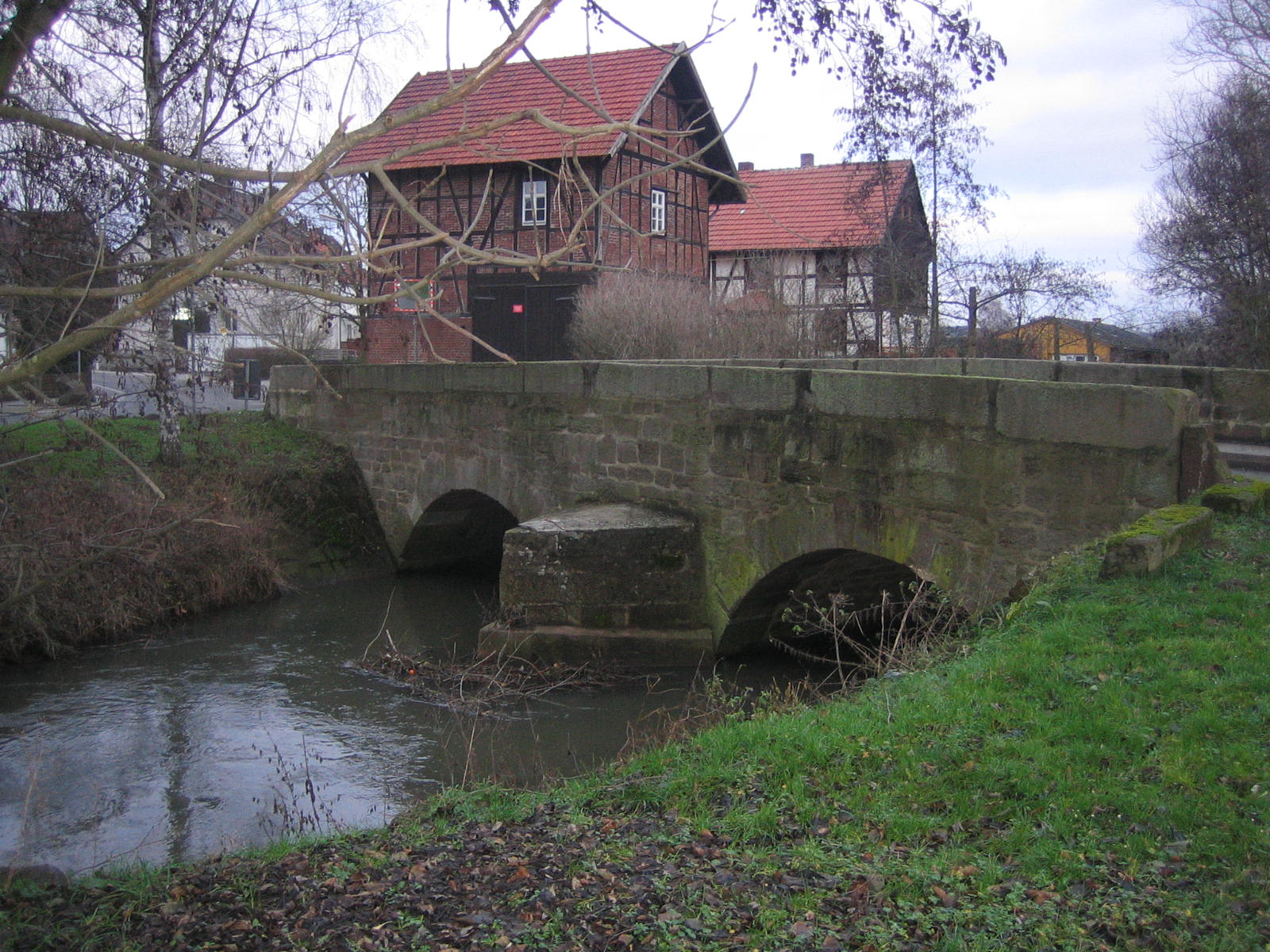
Brücke über den Emsbach von 1824

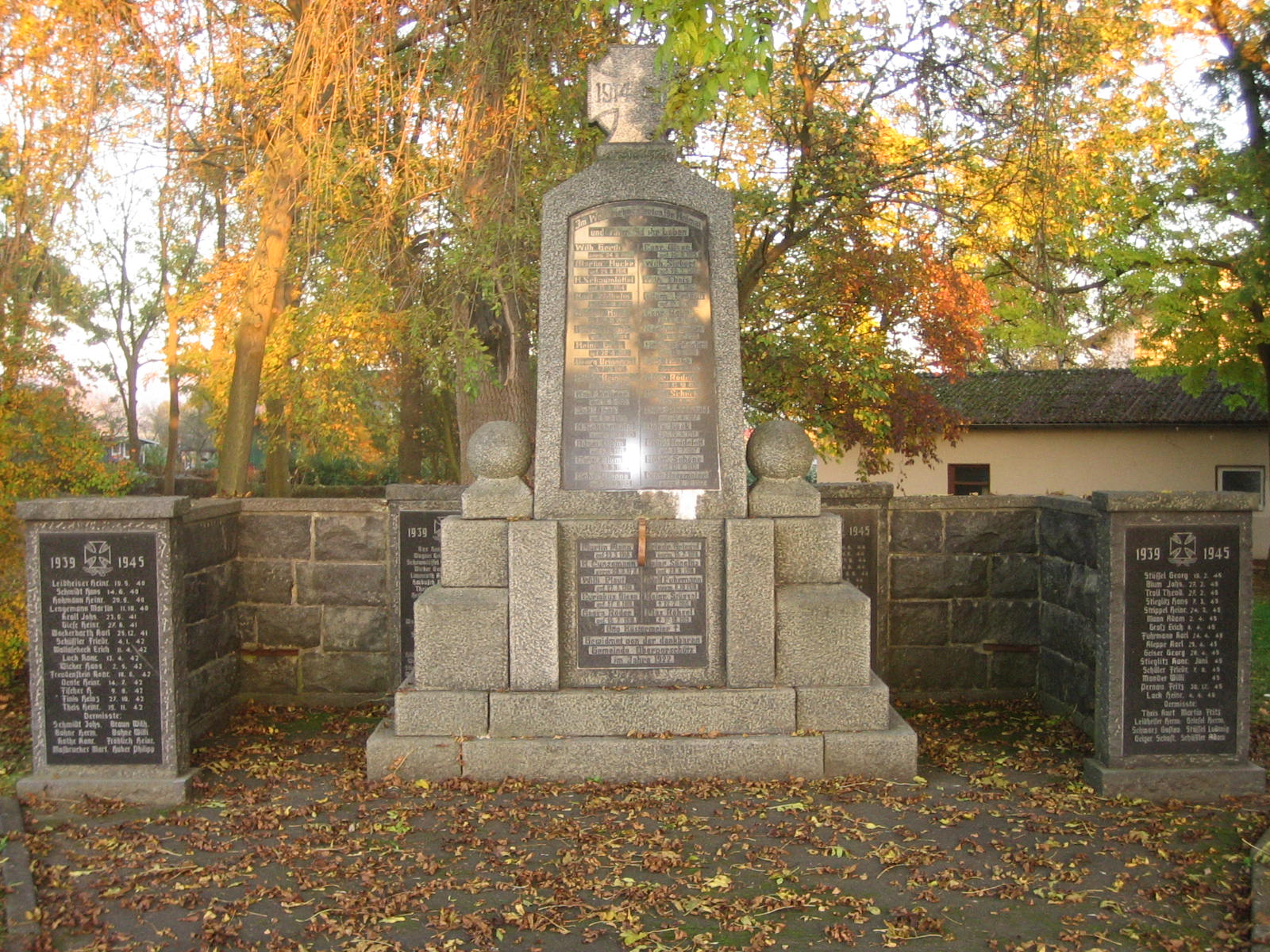
Gefallenen-Ehrenmal in Obervorschütz

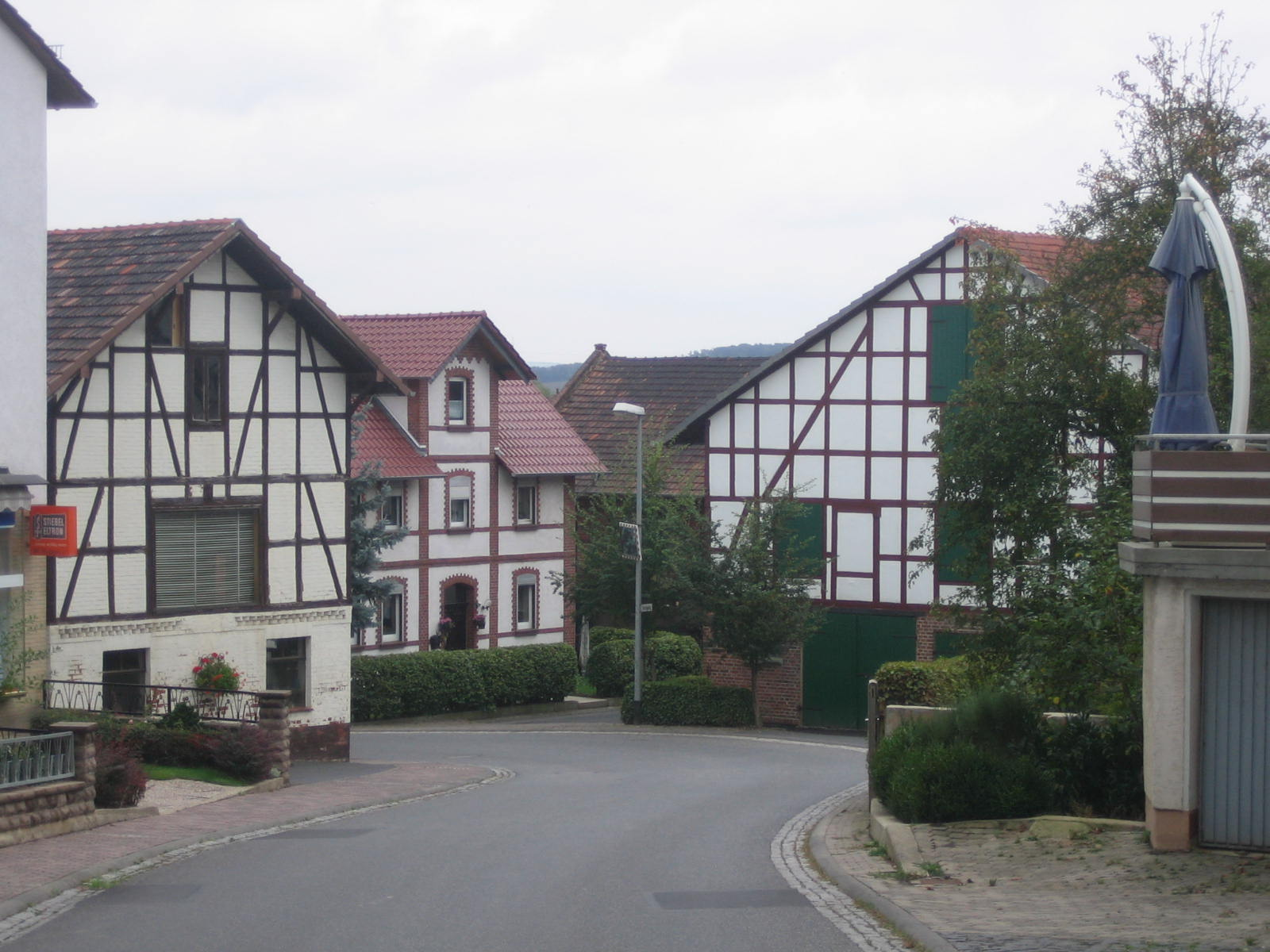
Fachwerkhäuser in Obervorschütz

Erwähnungen mit dem Namen Vorstütz in verschiedenen Abwandlungen in den Besitzlisten des Klosters Hasungen sowie Urkunden des Erzbistums Mainz lassen sich nicht eindeutig Ober- oder Nieder-Vorschütz zuordnen. Die älteste gesicherte Erwähnung von Obervorschütz stammt aus dem Jahr 1282 als superior Fforscurze.
Ab 1076 gehörte Vorschütz zum Archidiakonat Fritzlar des Erzbistums Mainz. 1260 wurde den Herren von Elben die Gerichtsbarkeit übertragen. In der Folgezeit änderte sich der Bezeichnung des Orts mehrfach: 1275 „villa superior Vorskutheund“, 1357 „Obirm Vorschütz“. Weitere Namen sind „Vorsuzze“, „Vorschuzze“, „Obrin Vorschütz“, und schließlich Obervorschütz. Im lokalen Dialekt wird der Ortsname „Owwer-Vehrschitze“ ausgesprochen. 1275 werden Ober- und Niedervorschütz erstmals als getrennte Siedlungen erwähnt. Im 14. Jahrhundert wechselten die Besitzer des Dorfs mehrfach. Zahlreiche Fehden waren die Folge; noch heute erinnert ein Steinkreuz an der „Strutthecke“ (= Streithecke) an diese Fehden. Hier kam es im Jahre 1350 zu einem schweren Gefecht zwischen Truppen des Mainzer Erzbischofs Heinrich III. von Virneburg und einem Heer des Landgrafen Heinrich II., bei dem die Mainzer viele Tote und Verwundete zu beklagen hatten und sich der Erzbischof nur durch die Flucht retten konnte.
Aus dem 14. Jahrhundert stammt die erste steinerne Brücke über die Ems, an der Stelle einer bis dahin benutzten Furt. 1379 stiftete der Spitalspriester Albert von Ritte am Altar der Jungfrau Maria eine zweite Vikariatsstelle und dotierte diese unter anderem mit seiner zwischen Vorschütz und Werkel gelegenen Wiese. Die Rivalität zwischen dem Erzstift Mainz, mit seiner nordhessischen Bastion Fritzlar, und den hessischen Landgrafen bestimmte die Ereignisse in der Umgebung. Auf einem Feldzug 1387 eroberten Truppen des Mainzer Erzbischofs Gudensberg und drangen am 2. September 1387 bis nach Obervorschütz vor.
Die Herren von Elben wurden vom Landgrafen zu Patronats- und Gerichtsherren des Dorfs ernannt, und sie hielten das Dorf bis 1535 als Lehen. Am 29. April 1454, im Verlauf der langen Bundesherrenfehde (1450–1454), überfiel Johann von Meysenbug mit seinen Leuten das Dorf und brannte es nieder. Im 15. Jahrhundert wurde der Grebe und Pfarrer Hermann Koch mit Hochachtung genannt. Nach dem Aussterben der Herren von Elben im Jahre 1535 zog Landgraf Philipp I. den Ort als erledigtes Lehen ein und gliederte ihn 1536 in das Amt Gudensberg ein.
Um 1620 betreute der Theologe und Philosoph Daniel Angelocrator die christliche Gemeinde von Obervorschütz. Tillys Truppen, die 1624/25 im nahen Werkel ihr Winterquartier aufgeschlagen hatten, plünderten und zerstörten Obervorschütz. Ein zweites Mal im Dreißigjährigen Krieg wurde das Dorf verwüstet, diesmal von kroatischen Truppen 1640 unter Ottavio Piccolomini. Anschließend wütete die Pest im Dorf und reduzierte die Bevölkerung dramatisch.
1627 erschien die älteste nachweisbare Abbildung der Umgebung von Obervorschütz auf dem Kupferstich der Stadt Gudensberg des Kupferstechers Matthäus Merian d. Ä. In seiner Topographia Germaniae ist der Fischreichtum des Emsbaches erwähnt. In der Topographia Germaniae heißt es: „Dieses Ampt wird mitten durch den starcken Fluss Embs welches ein sehr stattliches Fischwasser gerheilet und erstreckt sich an den Habichtswalde“.
1646 hieß es in Matthäus Merians Topographia Germaniae von dem Amt Gudensberg über die dortigen Dorfschaften:
„Das Ampt bestehe in mehr als etlich und zwanzig Dorffschafften unnd ist weit umbfangen; aber in den leydigen Kriegswesen mehrentheils abgebrannt worden. Hat sonst überauß stattliche Dorffschafften gehabt: unnd begreifft allenthalben große weite ebene sehr fruchtbare Felder, wenig Gebürg, aber viel unterschiedene spitzige Hügel, daran dickes Gebüsche unnd Steinfelsen so ihre underschiedene Namen haben hat auch wenig Wildbahnen.“
Von 1678 gibt es den ersten Nachweis über das Vorhandensein einer Dorfschule, die schon im Dreißigjährigen Krieg bestanden hatte. Eine Schulchronik des Lehrers Johannes Koch belegt, dass der Unterricht zunächst nur in den Wintermonaten stattfand. 1726 wurde verordnet, dass die Kinder auch im Sommer die Schule zu besuchen hatten.
Während des Siebenjährigen Kriegs zerstörten französische Truppen das Dorf. Es folgte eine lange Aufbauzeit mit starker Bevölkerungszunahme bis ins 19. Jahrhundert. Um 1820 wurde der „Totenacker“ (Friedhof) um die Kirche letztmals genutzt. Die neue Sandsteinbrücke über die Ems, an der Stelle der ehemaligen Furt, wurde 1824 errichtet. Im Jahre 1846 wurden bei einer Brandkatastrophe sechs Häuser zerstört. 1849 lebten 189 Familien mit 979 Menschen in Obervorschütz. Mit der Industrialisierung ging die Einwohnerzahl zurück, weil viele Obervorschützer in die Industriestädte wie das nahe Kassel zogen oder sogar nach Amerika auswanderten. Am 23. September 1878 nahm Kaiser Wilhelm I. ein Militärmanöver am „Nacken“ ab; ein 1879 gestiftetes Denkmal von Carl Friedrich Echtermeier erinnert daran. Im Ersten Weltkrieg fielen 41 Obervorschützer. Die Gemeinde stiftete 1922 ein Säulendenkmal für die Gefallenen nahe dem heutigen Friedhof bei der „Jägereiche“.
Im Zweiten Weltkrieg fielen 61 Obervorschützer und 31 werden seitdem vermisst. Von 1942 bis 1945 arbeiteten Zwangsarbeiter und Zwangsarbeiterinnen in der örtlichen Landwirtschaft. Im Frühjahr 1945 wurde Obervorschütz von amerikanischen Truppen eingenommen. Nach Beendigung des Zweiten Weltkrieges wurden viele Vertriebene, Ausgebombte und Flüchtlinge in die Dorfgemeinschaft integriert. Es begann ein wirtschaftlicher Aufschwung des Dorfes. Zahlreiche Handwerks- und Dienstleistungsbetriebe wurden im Ort gegründet.

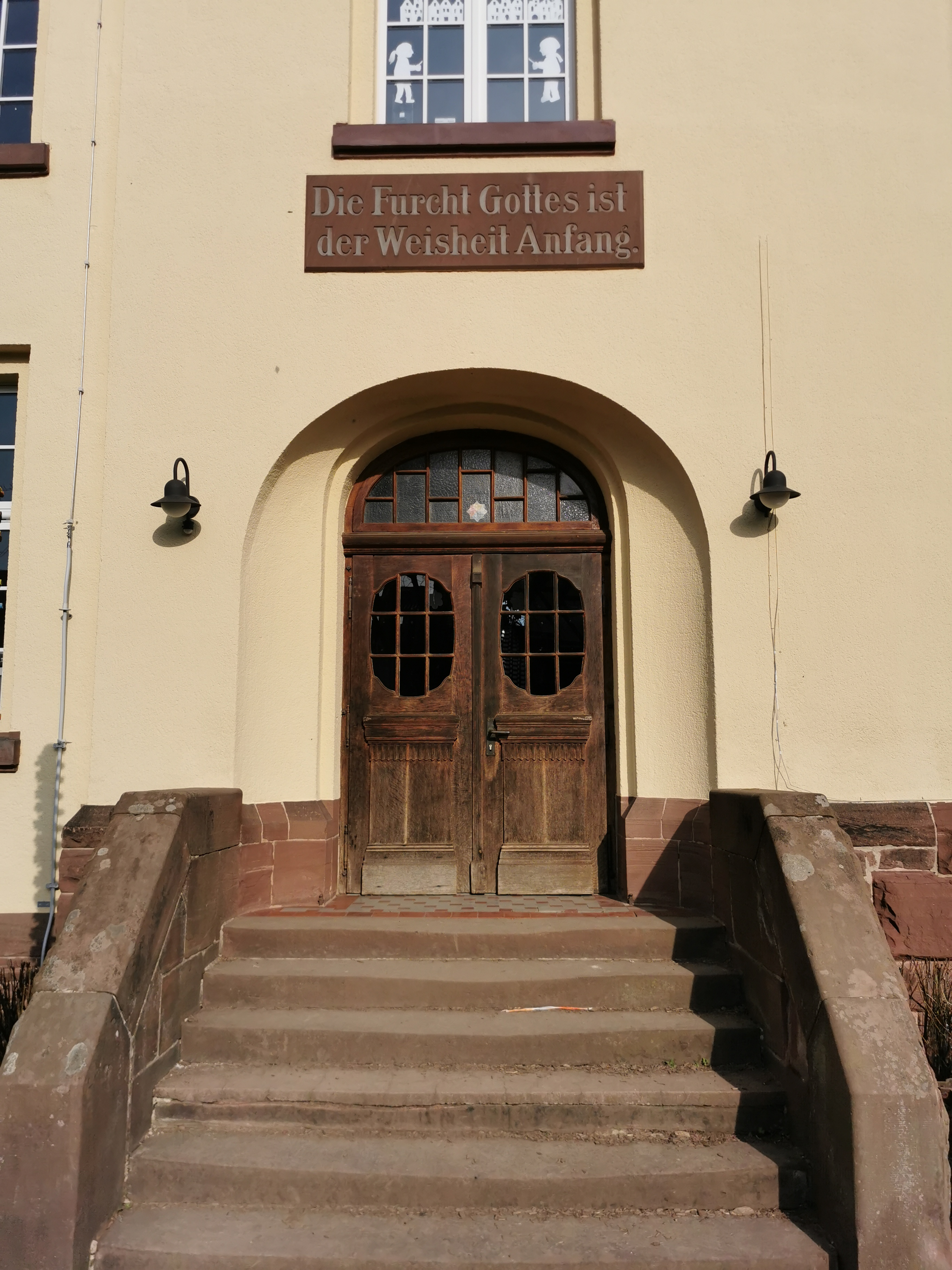
Historisches Eingangsportal der 1912 eingeweihten Grundschule

Das Dorfgemeinschaftshaus wurde 1954 im Dorfzentrum erbaut und mehrfach umgebaut. 1963 erfolgte eine grundlegende Restaurierung der Kirche. Im Juni 1966 wurde der neue Sportplatz eingeweiht, 1974 das evangelische Gemeindehaus. Die alten Fachwerkhäuser im Ortskern wurden in den 1980er Jahren im Rahmen der Dorferneuerungs-Maßnahmen renoviert.
Zum 31. Dezember 1971 wurde die bis dahin selbständige Gemeinde Obervorschütz im Zuge der Gebietsreform in Hessen auf freiwilliger Basis in die Stadt Gudensberg eingemeindet.
Für Obervorschütz wurde, wie für die übrigen Stadtteile, ein Ortsbezirk mit Ortsbeirat und Ortsvorsteher nach der Hessischen Gemeindeordnung eingerichtet.

## Bevölkerung
Einwohnerstruktur 2011
Nach den Erhebungen des Zensus 2011 lebten am Stichtag, dem 9. Mai 2011, in Obervorschütz 1209 Einwohner. Darunter waren 39 (3,2 %) Ausländer. Nach dem Lebensalter waren 301 Einwohner unter 18 Jahren, 495 zwischen 18 und 49, 270 zwischen 50 und 64 und 120 Einwohner waren 243 und älter. Die Einwohner lebten in 519 Haushalten. Davon waren 117 Singlehaushalte, 156 Paare ohne Kinder und 189 Paare mit Kindern, sowie 48 Alleinerziehende und 9 Wohngemeinschaften. In 96 Haushalten lebten ausschließlich Senioren und in 348 Haushaltungen lebten keine Senioren.
Einwohnerentwicklung
| Quelle: Historisches Ortslexikon |                                               |
| • 1575/85:                       | 86 Hausgesesse                                |
| • 1579:                          | 79 Köttner                                    |
| • 1639:                          | 21 32 verheiratete, 15 verwitwete Hausgesesse |
| • 1735:                          | 84 Mannschaften                               |
| • 1742/47:                       | 64 Häuser bzw. Hausgesesse; 464 Einwohner     |

| Obervorschütz: Einwohnerzahlen von 1834 bis 2020 | Obervorschütz: Einwohnerzahlen von 1834 bis 2020 | Obervorschütz: Einwohnerzahlen von 1834 bis 2020 | Obervorschütz: Einwohnerzahlen von 1834 bis 2020 | Obervorschütz: Einwohnerzahlen von 1834 bis 2020 |
| --- | ------------------------------------------------ | ------------------------------------------------ | ------------------------------------------------ | ------------------------------------------------ |
| Jahr |                                                  |                                                  |                                                  | Einwohner                                        |
| 1834 | 1834                                             |                                                  | 804                                              | 804                                              |
| 1840 | 1840                                             |                                                  | 912                                              | 912                                              |
| 1846 | 1846                                             |                                                  | 952                                              | 952                                              |
| 1852 | 1852                                             |                                                  | 941                                              | 941                                              |
| 1858 | 1858                                             |                                                  | 902                                              | 902                                              |
| 1864 | 1864                                             |                                                  | 916                                              | 916                                              |
| 1871 | 1871                                             |                                                  | 870                                              | 870                                              |
| 1875 | 1875                                             |                                                  | 845                                              | 845                                              |
| 1885 | 1885                                             |                                                  | 887                                              | 887                                              |
| 1895 | 1895                                             |                                                  | 910                                              | 910                                              |
| 1905 | 1905                                             |                                                  | 815                                              | 815                                              |
| 1910 | 1910                                             |                                                  | 823                                              | 823                                              |
| 1925 | 1925                                             |                                                  | 927                                              | 927                                              |
| 1939 | 1939                                             |                                                  | 923                                              | 923                                              |
| 1946 | 1946                                             |                                                  | 1.361                                            | 1.361                                            |
| 1950 | 1950                                             |                                                  | 1.362                                            | 1.362                                            |
| 1956 | 1956                                             |                                                  | 1.151                                            | 1.151                                            |
| 1961 | 1961                                             |                                                  | 1.118                                            | 1.118                                            |
| 1967 | 1967                                             |                                                  | 1.207                                            | 1.207                                            |
| 1980 | 1980                                             |                                                  | ?                                                | ?                                                |
| 1990 | 1990                                             |                                                  | ?                                                | ?                                                |
| 2000 | 2000                                             |                                                  | ?                                                | ?                                                |
| 2011 | 2011                                             |                                                  | 1.209                                            | 1.209                                            |
| 2020 | 2020                                             |                                                  | 1.343                                            | 1.343                                            |
| Datenquelle: Historisches Gemeindeverzeichnis für Hessen: Die Bevölkerung der Gemeinden 1834 bis 1967. Wiesbaden: Hessisches Statistisches Landesamt, 1968. Weitere Quellen: LAGIS; Stadt Gudensberg; Zensus 2011 |                                                  |                                                  |                                                  |                                                  |

Historische Erwerbstätigkeit
| • 1961 | Erwerbspersonen: 253 Land- und Forstwirtschaft, 244 Produzierendes Gewerbe, 46 Handel und Verkehr, 46 Dienstleistungen und Sonstiges |

## Religion

### Historische Religionszugehörigkeit
| Quelle: Historisches Ortslexikon | |
| • 1861:                          | 858 evangelisch-reformiert, ein evangelisch-lutherischer, ein katholischer, 47 jüdische Einwohner. |
| • 1885:                          | 869 evangelische (= 97,97 %), ein katholischer (= 0,11 %), 17 jüdische (= 1,92 %) Einwohner        |
| • 1961:                          | 1048 evangelische (= 93,75 %), 63 katholische (= 5,64 %) Einwohner                                 |

### Kirche

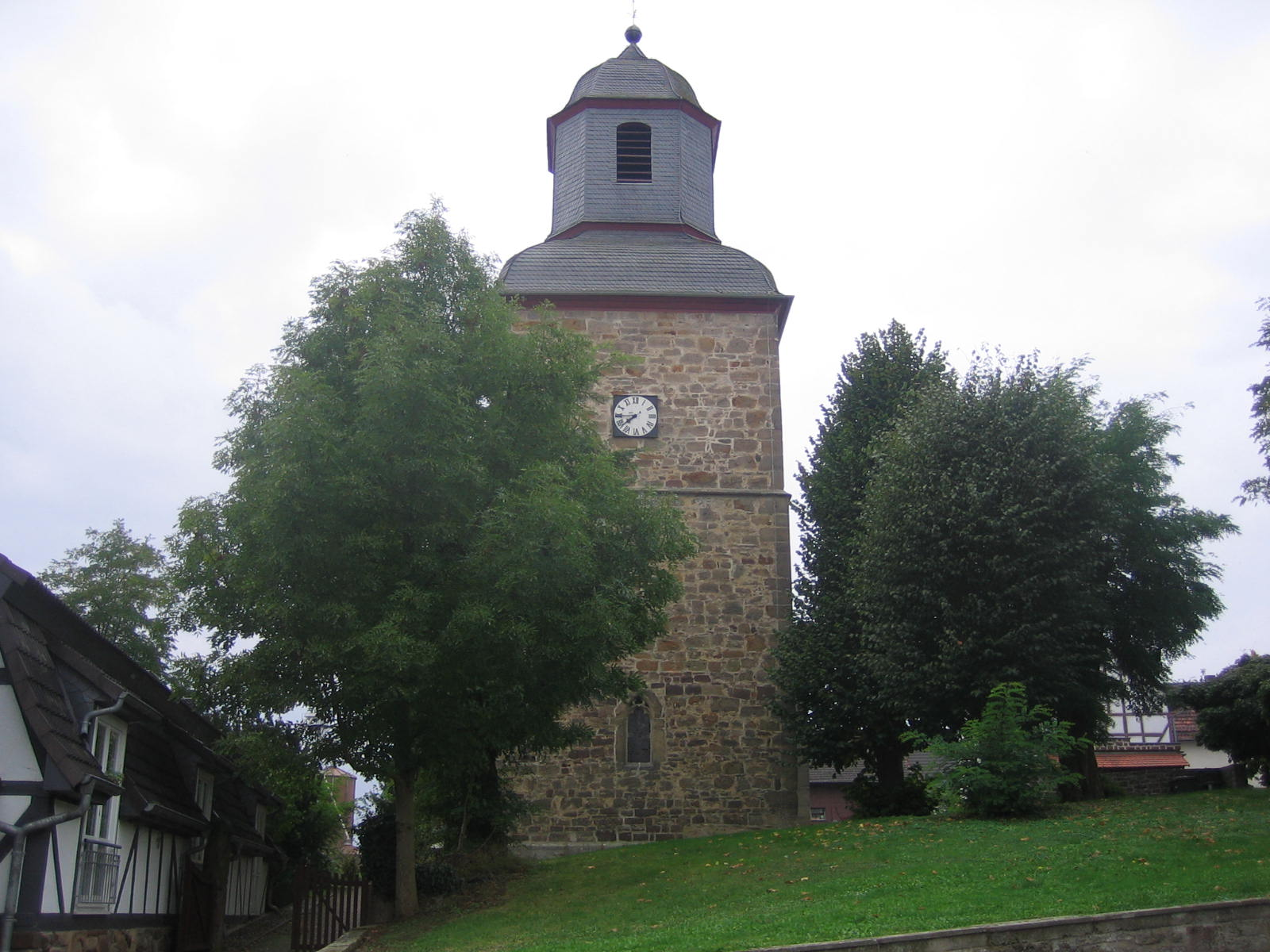
Evangelische Kirche von Obervorschütz

Die Kirche steht inmitten eines kleinen Kirchhofs auf einer leichten Anhöhe in der Ortsmitte. Sie war wohl ursprünglich St. Martin geweiht. Ein 1988 in der Nordmauer des Kirchhofs entdecktes Relief des Hlg. Martin liegt heute im Kirchenschiff unter dem Aufgang zur Empore.
Der spätgotische Wehrturm wurde vermutlich um 1400 erbaut. Es gibt Hinweise, dass bereits früher mit einem steinernen Schiff verbunden war. Um 1444 wurde dieses, wahrscheinlich wegen Zerstörung oder Baufälligkeit, durch ein einfacheres Fachwerkschiff ersetzt. Bei dem Vorgängerbau handelte es sich mit hoher Wahrscheinlichkeit um eine Wehrkirche; der hessische Landgraf Hermann II. hatte zu Anfang des 15. Jahrhunderts auf dem heutigen Kirchhof eine Befestigungsanlage mit Schutzmauer (Ringmauer mit vorgelagerten Graben) und Wehrturm anlegen lassen.
Der Turm aus dickem Bruchstein- und teilweise Quadermauerwerk hat im Sockel Außenmaße von 8,40 × 8,40 m; die Innenmaße betragen 4,95 × 5,12 m. Im Chorraum sind die Mauern 1,77 m dick, verjüngen sich dann nach oben auf 1,40 m. An der Nordseite befindet sich, typisch für Wehrtürme, in etwa 7,00 Höhe eine Tür mit Balkenverschluss als Außenzugang mit einziehbarer Leiter. In 9,3 m Höhe ist ein horizontales Kaffgesims (Hohlkehlgesims), das das Anlegen von Sturmleitern erschweren sollte. Um 1800 erhielt der Turm eine achteckige barocke Laternenhaube; der Helmansatz ist in 14,50 m Höhe. Der Chorraum im untersten Geschoss schließt mit einem auf derben (z. T. figürlichen) Konsolen ruhenden Kreuzrippengewölbe ab. Der Schlussstein stellt eine sechsblättrige Rose dar. Von den drei Obergeschossen war das dritte wohl ein Wehrgeschoss. Der Turm wurde 1988 renoviert. Nach einem Blitzeinschlag 1994 waren erneute Reparaturen und eine Erneuerung des Gebälks ab 1995 notwendig. 2005 wurde eine neue Treppe eingebaut.
Das heutige Kirchenschiff, ein rechteckiger Saalbau, wurde zwischen 1757 und 1785 an den Turm angebaut. Hiervon zeugt die lateinische Inschrift an der Nordseite der Kirche: „Das Fundament dieses heiligen Gotteshauses wurde gelegt als Zeugnis (Beweis) für die Frömmigkeit der Gemeinde im Jahr 1757 am 29. April in einer Zeit des Friedens.“ Die Orgel, mit einem klassizistischen Prospekt, stammt aus dem Jahr 1866. Im Jahre 1883 wurde im Rahmen größerer Reparaturen und Erweiterungen der Chorraum mit dem 300 Menschen fassenden Kirchensaal verbunden. Die Kirche erhielt Gussfenster und eine neue Glocke. 1893 wurden bei einem Blitzeinschlag während einer Katechese die drei Glocken und die Turmuhr beschädigt; bei der resultierenden Panik gab es mehrere Verletzte. Im Jahre 1951 erhielt die Kirche eine neue Gussstahlglocke mit einem Durchmesser von 1260 mm und der Inschrift: „Verleih uns Frieden gnädiglich, Herr Gott, zu unseren Zeiten“. Im Jahre 1952 erhielt die Kirche ein neues Orgelgebläse und neue Bleiverglasung der Fenster. 1962/63 wurden ausgedehnte Renovierungsarbeiten durchgeführt, 1980 wurde ein neues Altarfenster gestiftet und 1985 kam ein neuer Taufstein in die Kirche.

### Jüdische Gemeinde

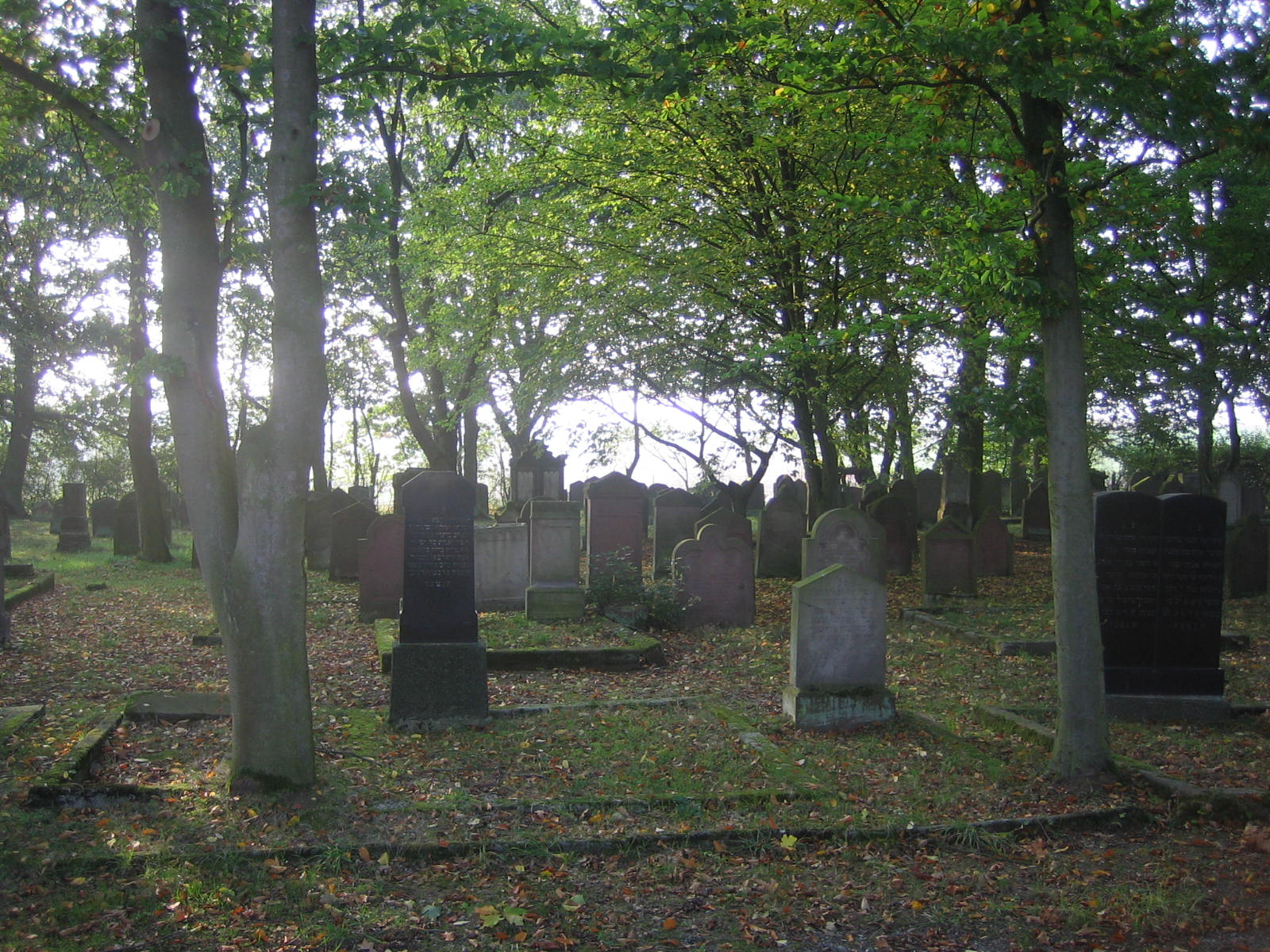
Jüdischer Friedhof in Obervorschütz

Eine örtliche jüdische Gemeinde ist mindestens seit 1730 durch den seitdem beurkundeten jüdischen Friedhof nachweisbar, der der verhältnismäßig großen jüdischen Gemeinde von Gudensberg gehörte und lange Zeit auch Begräbnisstätte der Juden aus einer Anzahl anderer jüdischer Gemeinden im Umland war. In Obervorschütz selbst lebten im Jahre 1835 bereits 45 jüdische Einwohner; 1861 waren es 47. Im letzten Quartal des 19. Jahrhunderts ging ihre Zahl durch Auswanderung in die USA und Abwanderung in größere deutsche Städte stark zurück, sodass 1905 nur noch 19 Juden im Dorf wohnten. Kurz darauf war nur noch eine einzige jüdische Familie im Dorf übrig; sie betrieb das „Gasthaus Adler“. Nach der Machtergreifung der Nationalsozialisten sahen sich diese letzten deutschen Einwohner jüdischen Glaubens schweren Diskriminierungen der neuen Machthaber ausgesetzt, wurden aber von einigen Dorfbewohnern heimlich unterstützt, ehe sie 1938 in die USA auswandern konnten.
Am 12. Oktober 2003 wurde der jüdische Friedhof von Unbekannten geschändet. Eine Bilddokumentation in der ehemaligen Gudensberger Synagoge erinnert an diese bis heute ungeklärte Straftat. Im März 2009 wurden im Dorf erste „Stolpersteine“ verlegt, um an ermordete, verfolgte oder deportierte ehemalige jüdische Einwohner zu erinnern.

## Politik
Der Ortsbeirat besteht aus sieben Mitgliedern. Bei der Kommunalwahl 2021 betrug die Wahlbeteiligung zur Wahl des Ortsbeirats 58,20 %. Alle derzeitigen Mitglieder gehören der „Ortsbeiratsliste Obervorschütz“ an. Der Ortsbeirat wählte Iris Hesse-Kothe zur Ortsvorsteherin. Da diese aus dem Ortsbeirat ausschied werden die Aufgaben des Ortsvorstehers durch ihre Stellvertreter Anna Elbel und Christoph Blum wahrgenommen.

## Wirtschaft
Auf dem fruchtbaren Lößboden der umliegenden Felder werden Kohl, Zuckerrüben, Weizen, Roggen, Hafer, Mais und Raps von ortsansässigen Landwirten, meist im Nebenerwerb, angebaut. Der umliegende Wald wird zunehmend wieder zur Gewinnung von Heizmaterial genutzt.
Zum Dorf gehören drei Wassermühlen am Emsbach. Zwei werden noch heute betrieben, sie stellen Mehl für regionale Bäckereien beziehungsweise Futtermittel für die Tiermasthaltung her. Eine orthopädische Schuhfabrik hat überregionalen Ruf erlangt. Obervorschütz ist Standort einer Bäckerei, zweier Zimmereien, zweier Dachdecker, einer Rollladenfabrik, einer Bankfiliale, eines Bauunternehmens und weiterer kleinen Handels- und Dienstleistungsbetriebe. Viele Einwohner pendeln täglich zum nahegelegenen Volkswagenwerk in Baunatal oder nach Kassel zur Arbeit.
Der Tonabbau für eine Ziegelei wurde um 1980 eingestellt. Das Gelände wurde 2006 in einen Golfplatz mit sechs Löchern umgestaltet.

## Brauchtum und Veranstaltungen

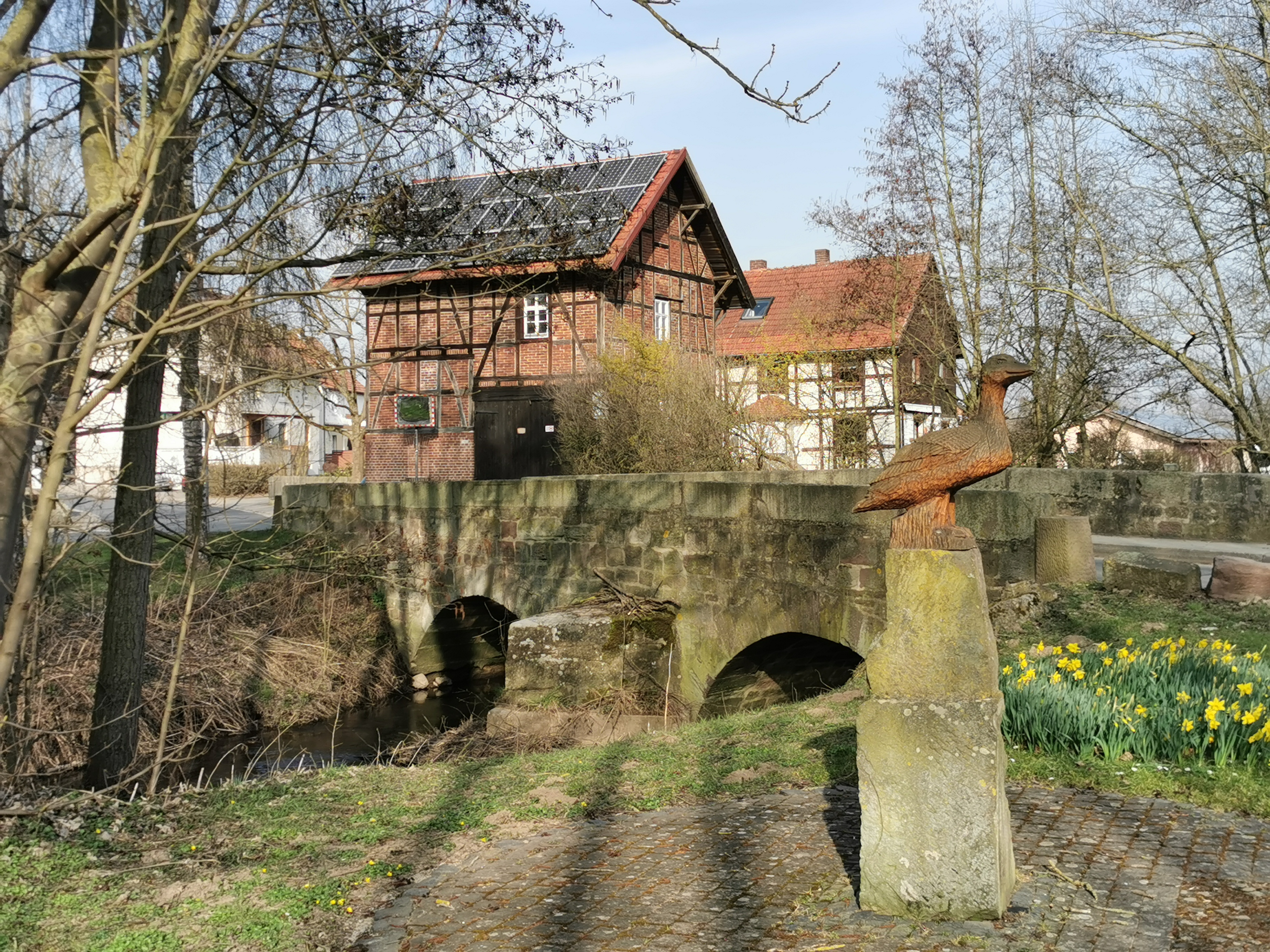
Denkmal für die „Emmesgänser“

Der nahe Emsbach hat zum Spitznamen der männlichen Einwohner geführt, die „Emmesgänser“ genannt werden. Dieser Spitzname hat seinen Ursprung in der Jahrhunderte andauernden Hütehaltung von Gänsen. Seit 2003 erinnert ein Denkmal nahe der Emsbrücke daran.

### Veranstaltungen
Seit 1988 wird der Winter mit einem Saalkarneval ausgetrieben. Ende April wird die Kirmes veranstaltet. Eine Sonnenwendfeier findet am 31. Mai mit einem Feuer auf dem „Nacken“ statt.

### Regionale Küche
Traditionell sind die regionaltypischen Wurstwaren „Weckewerk“, „Möhrnworscht“, „Aahle Worscht“ (in den Varianten  „Runde“ und „Stracke“), die noch bei Hausschlachtungen mit handwerklichem Geschick angefertigt werden.

## Sagen

### Das durstende Heer Karls des Großen
Im 8. Jahrhundert soll eine nicht nachweisbare Schlacht Karls des Großen gegen den Sachsenherzog Widukind in der Umgebung von Obervorschütz stattgefunden haben. Diese Begebenheit ist in zahlreiche Sagen eingeflossen. Die Sage Das durstende Heer Karls des Großens könnte ihr glückliches Ende am Quellgebiet westlich von Obervorschütz oder am Emsbach gefunden haben, da in der weiteren Umgebung keine andere geeignete Stelle zum Tränken eines Reiterheeres nachzuweisen ist.

### Die Jägereiche
Unter der „Jägereiche“ am Friedhof soll der Sage nach ein hannoverscher Jäger auf der Jagd von einem Wilderer erschossen worden sein. Der Wilddieb begrub den Jäger auf einem freien Feld. Jahre später spross aus der Erde eine Eiche, aus Eicheln, die der Jäger in seiner Tasche gesammelt hatte.

## Literarische Erwähnung
Literarische Erwähnung fand Obervorschütz durch den österreichischen Schriftsteller Josef Haslinger, der 1994 ein Jahr an der Universität Kassel als Dozent lehrte, Teile des Romans "Opernball" dort verfasste und die Umgebung bereiste:

„Ein gewisser Stefan Roepel aus Obervorschütz hielt es für nötig, die Welt darüber aufzuklären, dass es die goldenen Tafeln nie gegeben habe.“

## Vereine, Religionsgemeinschaften und Parteien
- Turn- und Sportverein TSV 1894 Obervorschütz
- Kirmesteam Obervorschütz
- Karnevalsgemeinschaft Obervorschütz
- Gesangverein 1877 Obervorschütz.
- SPD-Ortsverein
- Evangelische Kirchengemeinde Obervorschütz-Maden
- Freiwillige Feuerwehr Obervorschütz 1934.
- Modellbauclub und Modellbauflughafen Obervorschütz
- VdK Ortsgruppe Obervorschütz.
- Kleintierzuchtverein Obervorschütz
- NABU Gudensberg-Obervorschütz
- Förderverein Grundschule Obervorschütz
- Emmesgänser 2000 Obervorschütz

## Freizeiteinrichtungen und Sehenswürdigkeiten

### Sehenswürdigkeiten
- Evangelische Kirche
- Sandsteinbrücke über den Emsbach von 1824
- Alter jüdischer Friedhof
- Vorschützer Wetterstein am neuen Spielplatz
- Emspark mit Emmesgänser Denkmal

### Freizeiteinrichtungen
- Sportplatz
- Golfpark Gudensberg
- Dorfgemeinschaftshaus
- Evangelisches Gemeindehaus
- Radwege
- Wanderweg Blaue Blume

## Söhne und Töchter von Obervorschütz
- Daniel Angelocrator (1569–1635), Philosoph und Theologe, betreute die Gemeinde in Obervorschütz
- Heinz Limmeroth, Fußballspieler und Trainer
- Conrad Mel (1666–1733), Theologe, betreute die Gemeinde in Obervorschütz
- Konrad Freudenstein (1886–1967), Abgeordneter des Provinziallandtages der Provinz Hessen-Nassau
- Ulrich Sonnemann (1912–1993), Philosoph und Schriftsteller
- Otto W. Werren (* 1949), Künstler
- DJ Beathoven (1964–2018), Musiker

## Grebenund Bürgermeister mit Amtszeiten
- Hermann Koch (um 1450)
- Johannes Eberhardt (1667)
- Johannes Schellhase (um 1708)
- Jonas Leidhäuser (um 1750)
- Heinrich Schaumlöffel (um 1800)
- Werner Heideloff (um 1845)
- Heinrich Sauer (1846–1870)
- Dittmar Sauer (1870–1898)
- Friedrich Stieglitz (1898–1900)
- Wilhelm Sauer (1900–1908)
- Jonas Griesel (1908–1924)
- Konrad Freudenstein (1924–1933)
- Konrad Scherp (1933–1945)
- Martin Bax (1945)
- Heinrich Schöne (1945–1966)
- Georg Haake (1966–1974)